# Dmytro Ładyka
Dmytro Ładyka (ur. 14 sierpnia 1889 w Tarnopolu, zm. 13 lutego 1945 w Dreźnie) – ukraiński adwokat, polityk i działacz społeczny, w latach 1928–1935 poseł na Sejm II i III kadencji w II RP.

## Życiorys
W 1909 ukończył gimnazjum im. Franciszka Józefa z ruskim językiem wykładowym w Tarnopolu. Po studiach prawniczych zaciągnął się do wojska austriackiego. 
Zmobilizowany do armii cesarskiej w 1914, w 1917 walczył na froncie włoskim. W latach 1918–1920 walczył w wojskach ukraińskich Symona Petlury. 
W latach 1928–1930 sprawował mandat posła z bloku ukraińskich partii włościańsko-robotniczych, po 1930 posłował jako przedstawiciel Bloku Ukraińsko-Białoruskiego, w obu przypadkach wybrano go w okręgu Tarnopol. 
W 1930 aresztowany pod zarzutem działalności antypaństwowej, zwolniony po kilku tygodniach. 
Pod koniec II wojny światowej wyjechał w głąb Niemiec, zginął w czasie alianckich bombardowań Drezna.